# One World, One Flame
"One World, One Flame" é uma canção escrita por Bryan Adams, Jim Vallance e Gretchen Peters, lançada em 2010 na Áustria e Alemanha.

## Desempenho nas paradas musicais
| Parada musical (2010)           | Posição |
| ------------------------------- | ------- |
| Áustria - Ö3 Austria Top 40     | 70      |
| Alemanha - Media Control Charts | 44      |